# Партизанская армия свободного галисийского народа
Партизанская армия свободного галисийского народа (галис. Exército Guerrilheiro do Povo Galego Ceive, исп. Ejército Guerrillero del Pueblo Gallego Libre) — испанская (галисийская) леворадикальная организация, созданная членами Галисийского народного фронта в 1986 году с целью национального освобождения Галисии и создания социалистического общества в ней. Разгромлена полицией в 1991 году.